# モスクワ州

モスクワ州
ロシア語: Московская область

モスクワ州の行政区域。中央の赤いエリアはモスクワ市で州外。

モスクワ州（モスクワしゅう、Московская область, Подмосковье）はロシアの州（オーブラスチ）で連邦構成主体のひとつ。ただし、州都であるモスクワ市は当州とは独立した連邦構成主体（連邦市）で、モスクワ州はモスクワ市の周囲を占める。
隣接する連邦構成主体はモスクワ市、ウラジーミル州、リャザン州、トゥーラ州、カルーガ州、スモレンスク州、トヴェリ州、ヤロスラヴリ州。
面積は4万4329平方キロメートル（九州地方の約1.3倍。この面積はモスクワ市を含む）。人口は852万4665人（2021年国勢調査。モスクワ市の人口を除く）。

## 歴史
1929年1月14日、帝政ロシア時代のモスクワ県、リャザン県、トゥーラ県、トヴェリ県、カルーガ県の一部、ウラジミール県の一部に代わり、中央工業州(Центральнопромышленная область) が作られた。
1929年7月3日、モスクワ州に改名。
1937年9月、モスクワ市、リャザン州、トゥーラ州を分離し、現在の領域となった。

## 主な都市
「Category:モスクワ州の都市」も参照
- バラシハ
- ポドリスク
- ヒムキ
- ムィティシ
- コロリョフ
- リュベルツイ
- クラスノゴルスク
- オジンツォボ
- ドモジェドヴォ
- エレクトロスタリ
- コロムナ
- シチョルコヴォ
- セルプホフ

## 標準時
この地域は、モスクワ時間帯の標準時を使用している。時差はUTC+3時間で、夏時間はない。（2011年3月までは標準時がUTC+3、夏時間がUTC+4、同年3月から2014年10月までは通年UTC+4であった）